# ガンキャリアー マークI
ガンキャリアー マークIは、これまで生産された中でも最初期の自走砲である。第一次世界大戦中、イギリスによって開発された。 

## 開発
1916年の間に、マーク I 戦車の投入により、イギリス軍の狙いどおりの突破が生じた状況において、前進する兵員達に砲兵が追従するのは非常に難しいことが明確となった。したがって、攻勢がせっかく成功しても、直後に勢いを失う危険にさらされていた。戦車製造企業の主力であったMCCWのメジャー・グレッグという技師がこの問題解決のために、マークI戦車の部品を用いて、特別に機械化された砲兵を作り出すよう提案した。
試作車両の生産は1916年7月5日に承認された。設計実務は7月に始められた。最初の試作車両は、1917年3月3日にOldburyで行われる戦車採用試験に参加する準備が整えられた。50輛の車両が、リーズに所在するキットソン・アンド・カンパニーに発注された。陸軍への配備は1917年6月に開始され、7月に終了した。

## 構造

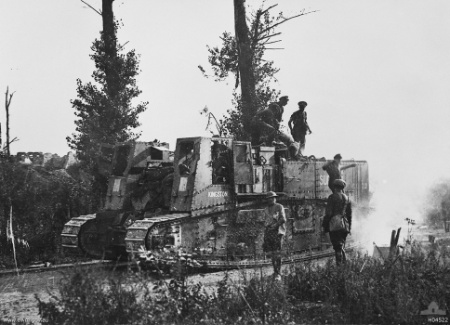
1918年8月16日、ソンム付近にてガンキャリアー マークIに食糧を積みこむイギリス軍兵士。

この車両はさしてマークI戦車に似るところがない。装軌部分は高くなっておらず、低くてほぼ平らとされた。車両の後方部分では、長方形の上部構造が、デイムラー社製の105馬力エンジンとマークI戦車譲りの変速機を共に覆い、保護した。変速機は前方に位置していたが、この時には逆の配置とされた。この装置は、車長、整備士と2名の変速手によって共に管理された。原型のマークIは二重の尾輪を操向補助のために要し、車両後方に取り付けていたが、これはそのままとされた。車両前面は装甲板で覆われずに開放されたエリアとなっており、BL 60ポンド砲（口径5インチ）、またはBL 6インチ 26cwt榴弾砲を搭載した。
砲を輸送するにあたって、車輪だけは砲架から取り外す必要があった。車輪は再び必要になるまで自走砲の側面に付けられた。理論上は、60ポンド野砲も車両から発砲できるはずだったが、実際にできるのは6インチ榴弾砲だけだった。エンジンからの動力で駆動される2基の巻きあげドラムと、ピボット式のカゴによる補助を介し、この砲は取り外すことができた。車体両側面の、装軌フレーム部分よりも上部は装甲された運転席となっており、左側は操縦手席、右側は制動手席である。試作車両では、こうした運転用の席は上部構造の前に直に設けられていた。こうした席を前方へ移したのは、視界を良くしたものの、意思の疎通を非常に難しくした。マークI戦車の問題点として、戦車の操向には変速手を含む4名の協力が不可欠だった。

## 戦歴
1917年7月、ガンキャリアー中隊2個が編成された。中隊はそれぞれ24輛編成である。おそらく、これらの車両のうち1輛も戦場で発砲しなかった。突破が全く実現しなかったために、結局、車両は補給車として用いられたのみにとどまる。1台の車両には、291名が人力輸送を行うのと同程度の輸送能力があると計算された。

## 派生型

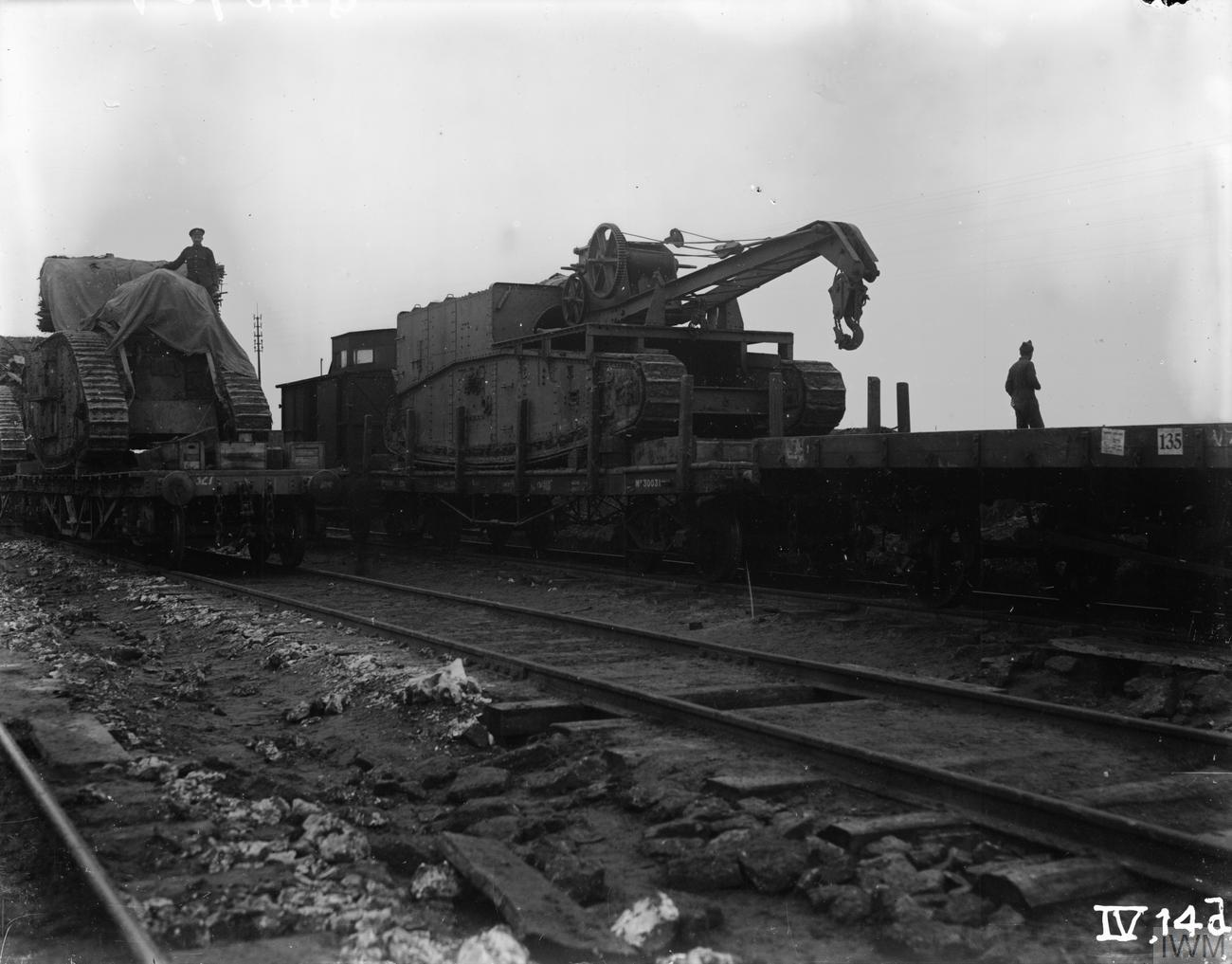
鉄路にて輸送される回収戦車。1917年11月、カンブレーの戦いの途上である。

50輛の発注のうち2輛がガンキャリアー クレーンとして生産を完了した。この車両は回収戦車であり、手動操作式のクレーンが前面に装備された。車両前方の運転席は空席とされた。
このほかにガンキャリアー マークIIの計画が存在した。1917年の初期、改善を施したタイプの木製モックアップが製作され、この車両には砲が後方に搭載されていた。実車の試作は部分的に製作されたが完成に至らず、この計画の唯一の影響は、元のタイプがガンキャリアー「マークI」と呼ばれるようになったことだけである。